# 卡济扬
39°17′29″N 46°40′08″E / 39.29139°N 46.66889°E
卡济扬，是阿塞拜疆庫巴特雷區村庄。

## 沿革
在俄罗斯帝国统治时期，卡济扬是高加索总督区伊莉莎白波尔省的一部分。1893年统计数据显示，当地有161人居住，均为阿塞拜疆人。1912年人口统计显示当地有594人居住，主要是阿塞拜疆人。苏联时期，该村是阿塞拜疆苏维埃社会主义共和国库巴特雷区的一部分。1990年代，在第一次纳戈尔诺-卡拉巴赫战争后，该地处于亚美尼亚军队的控制之下，成为纳戈尔诺-卡拉巴赫周围的亚美尼亚占领区。
阿尔扎赫共和国宣称对此地拥有主权，并将其定为卡沙塔赫省的一部分，并将其更名为海卡济扬。2015年人口统计，当地拥有22个家庭，总人口为74人。
2020年纳戈尔诺-卡拉巴赫战争爆发后，阿塞拜疆武装部队于11月7日夺回该村庄。

## 图库

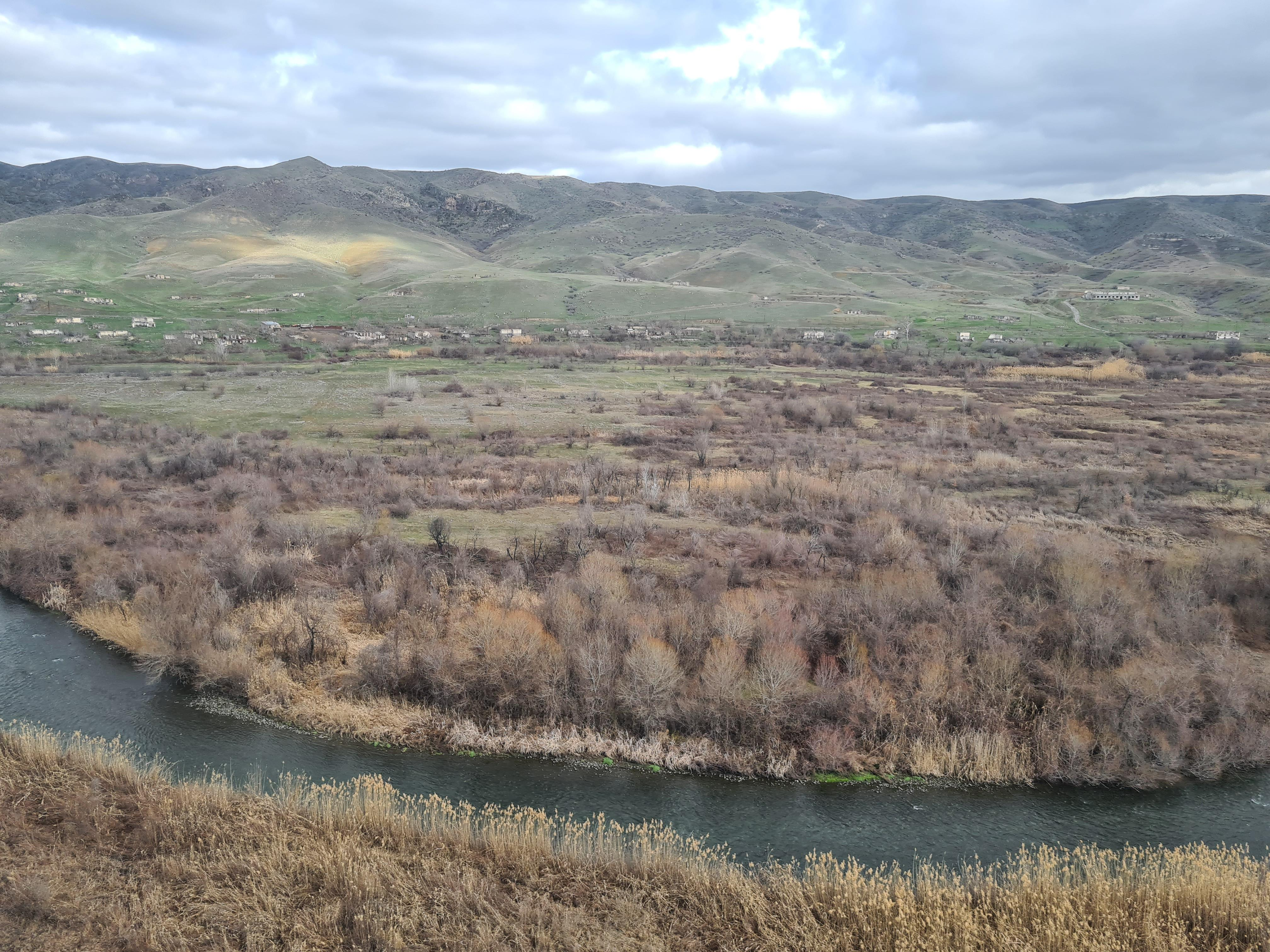
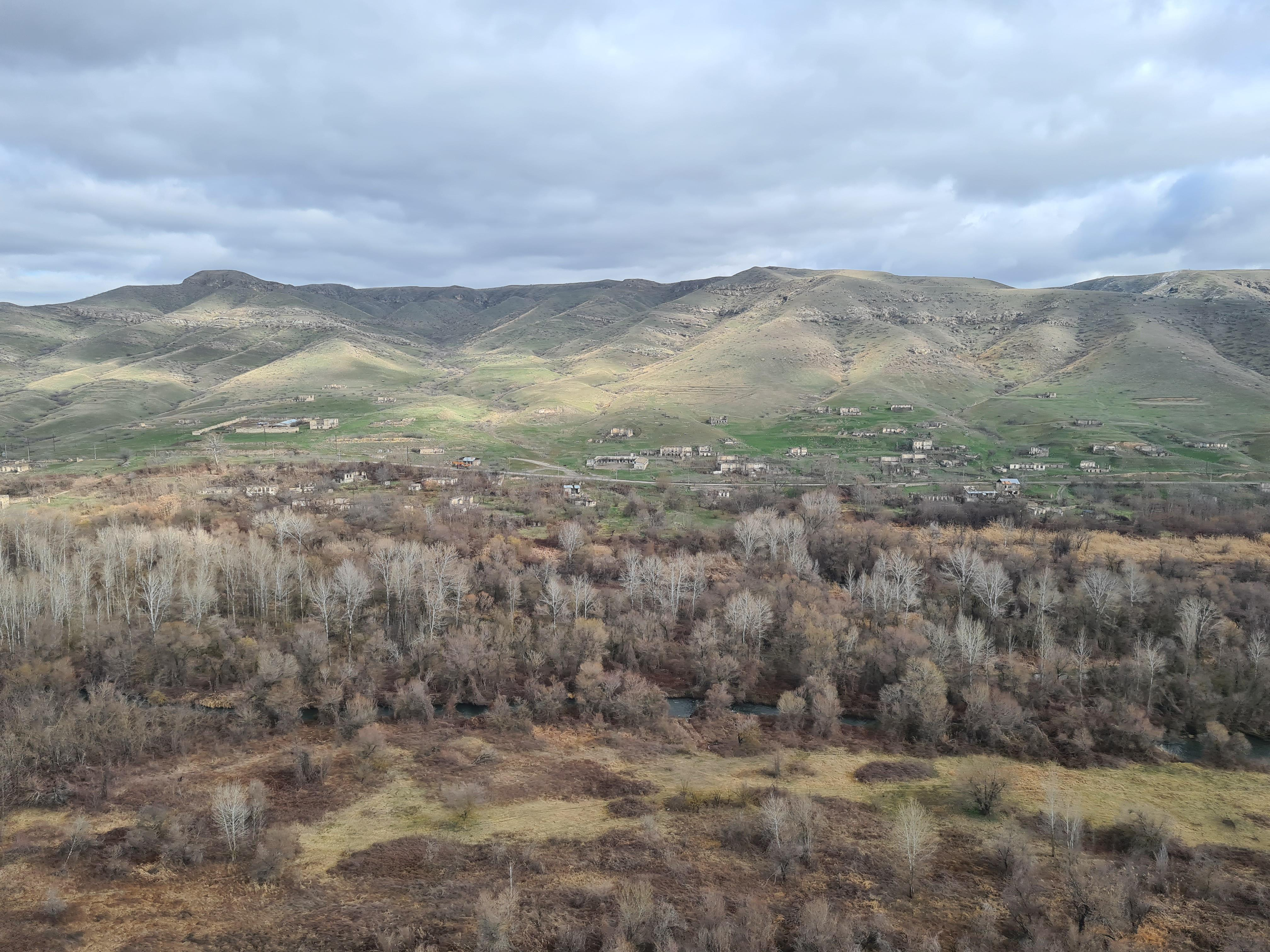

## 著名人物
- 阿利亚尔·阿利耶夫 — 阿塞拜疆国家英雄[4]